# Larissa Jewgenjewna Lasutina
Larissa Jewgenjewna Lasutina (russisch Лариса Евгеньевна Лазутина; * 1. Juni 1965 in Kondopoga; Geburtsname Ptizyna) ist eine ehemalige russische Skilangläuferin. Zu Beginn ihrer Karriere startete sie für die Sowjetunion, 1992 unter den Farben der GUS, danach für Russland.

## Werdegang
Lasutina startete international erstmals bei den Juniorenweltmeisterschaften 1984 in Trondheim und belegte dabei den achten Platz über 10 km. Im folgenden Jahr holte sie bei den Juniorenweltmeisterschaften in Täsch Gold mit der Staffel.
Lasutina gewann bei den Olympischen Spielen 1992 in Albertville Gold mit der 4-mal-5-Kilometer-Langlaufstaffel. Diesen Triumph konnte sie 1994 bei den Spielen in Lillehammer wiederholen. Ihre größten Erfolge feierte sie bei den Winterspielen 1998 in Nagano, als sie über 5 km klassisch, im 10-km-Verfolgungsrennen und mit der russischen Staffel Gold gewann und zudem Silber über 15 km klassisch und Bronze über 30 km in der freien Technik holte.
Bei Weltmeisterschaften gewann Lasutina zwischen 1987 und 2001 insgesamt 14 Medaillen: elf goldene, eine silberne und zwei bronzene. Fünf ihrer Goldmedaillen gewann sie mit der Staffel. In den Saisons 1989/90 und 1997/98 entschied sie den Gesamtweltcup für sich. Darüber hinaus siegte sie in 22 Weltcuprennen. 1998 wurde sie als Europas Sportlerin des Jahres, als Heldin der Russischen Föderation und mit der Holmenkollen-Medaille ausgezeichnet.
Bei den Olympischen Spielen 2002 in Salt Lake City wurde sie zur erfolgreichsten Langläuferin überhaupt, bis ihr wegen Dopings die Goldmedaille über 30 km sowie die Silbermedaillen über 15 km und im 10-km-Verfolgungsrennen wieder aberkannt wurden.

## Erfolge

### Olympische Winterspiele
- 1992 in Albertville: Gold mit der Staffel
- 1994 in Lillehammer: Gold mit der Staffel
- 1998 in Nagano: Gold über 5 km, Gold im Verfolgungsrennen, Gold mit der Staffel, Silber über 15 km, Bronze über 30 km.

### Weltmeisterschaften
- 1987 in Oberstdorf: Gold mit der Staffel, Bronze über 20 km
- 1993 in Falun: Gold über 5 km, Gold mit der Staffel, Silber im Verfolgungsrennen
- 1995 in Thunder Bay: Gold über 5 km, Gold über 15 km, Gold im Verfolgungsrennen, Gold mit der Staffel
- 1997 in Trondheim: Gold mit der Staffel
- 1999 in Ramsau: Gold über 30 km, Gold mit der Staffel
- 2001 in Lahti: Gold mit der Staffel, Bronze über 10 km

### Weltcupsiege im Einzel
| Nr. | Datum             | Ort                   | Disziplin         |
| --- | ----------------- | --------------------- | ----------------- |
| 1.  | 15. Dezember 1989 | Thunder Bay           | 15 km klassisch   |
| 2.  | 21. Februar 1993  | Falun 1               | 5 km klassisch    |
| 3.  | 20. März 1994     | Thunder Bay           | 5 km klassisch    |
| 4.  | 11. Februar 1995  | Oslo                  | 30 km klassisch   |
| 5.  | 10. März 1995     | Thunder Bay 2         | 15 km klassisch   |
| 6.  | 12. März 1995     | Thunder Bay 2         | 5 km klassisch    |
| 7.  | 14. März 1995     | Thunder Bay 2         | 15 km Verfolgung  |
| 8.  | 17. Dezember 1995 | Santa Caterina        | 10 km klassisch   |
| 9.  | 22. November 1997 | Beitostølen           | 5 km Freistil     |
| 10. | 16. Dezember 1997 | Val di Fiemme         | 15 km Freistil    |
| 11. | 11. März 1998     | Falun                 | 5 km Freistil     |
| 12. | 14. März 1998     | Oslo                  | 30 km klassisch   |
| 13. | 28. Februar 1999  | Ramsau am Dachstein 3 | 30 km klassisch   |
| 14. | 7. März 1999      | Lahti                 | 10 km klassisch   |
| 15. | 13. März 1999     | Falun                 | 30 km klassisch   |
| 16. | 12. Dezember 1999 | Sappada               | 7,5 km Freistil   |
| 17. | 12. Januar 2000   | Nové Město            | 10 km klassisch   |
| 18. | 5. Februar 2000   | Lillehammer           | 5 + 5 km Freistil |
| 19. | 5. März 2000      | Lahti                 | 15 km klassisch   |
| 20. | 10. März 2001     | Oslo                  | 30 km klassisch   |
| 21. | 18. März 2001     | Falun                 | 10 km klassisch   |

### Siege bei Continental-Cup-Rennen
| Nr. | Datum            | Ort         | Disziplin       | Serie           |
| --- | ---------------- | ----------- | --------------- | --------------- |
| 1.  | 6. April 1995    | Kalix       | 5 km klassisch  | Continental-Cup |
| 2.  | 27. Januar 1996  | Krasnogorsk | 10 km klassisch | Continental-Cup |
| 3.  | 15. Februar 1997 | Berkåk      | 5 km Freistil   | Continental-Cup |

### Weltcup-Gesamtplatzierungen
| Saison    | Gesamt | Gesamt | Langdistanz | Langdistanz | Sprint | Sprint |
| Saison    | Punkte | Platz  | Punkte      | Platz       | Punkte | Platz  |
| --------- | ------ | ------ | ----------- | ----------- | ------ | ------ |
| 1983/84   | 6      | 49.    | –           | –           | –      | -      |
| 1984/85   | –      | –      | –           | –           | –      | -      |
| 1985/86   | 12     | 25.    | –           | –           | –      | -      |
| 1986/87   | 46     | 13.    | –           | –           | –      | -      |
| 1987/88   | –      | –      | –           | –           | –      | -      |
| 1988/89   | 89     | 5.     | –           | –           | –      | -      |
| 1989/90   | 146    | 1.     | –           | –           | –      | -      |
| 1990/91   | –      | –      | –           | –           | –      | -      |
| 1991/92   | 45     | 11.    | –           | –           | –      | -      |
| 1992/93   | 519    | 4.     | –           | –           | –      | -      |
| 1993/94   | 458    | 5.     | –           | –           | –      | -      |
| 1994/95   | 785    | 3.     | –           | –           | –      | -      |
| 1995/96   | 732    | 3.     | –           | –           | –      | -      |
| 1996/97   | 366    | 8.     | 136         | 6.          | 130    | 10.    |
| 1997/98   | 773    | 1.     | 293         | 1.          | 480    | 2.     |
| 1998/99   | 648    | 5.     | 343         | 3.          | 305    | 6.     |
| 1999/2000 | 1008   | 3.     | 360 553     | 1. 3. 4     | 95     | 15.    |
| 2000/01   | 893    | 3.     | –           | –           | 103    | 15.    |
| 2001/02   | 44     | 54.    | –           | –           | –      | -      |